# Bundesautobahn 24
Die Bundesautobahn 24 (Abkürzung: A 24) verbindet Hamburg und Berlin, die beiden größten Städte Deutschlands. Die komplette Strecke der A 24 ist Teil der Europastraße 26. Zwischen dem Dreieck Wittstock/Dosse und dem Dreieck Havelland ist die A 24 außerdem Teil der Europastraße 55.

## Verlauf
Die Autobahn beginnt in Hamburg am Horner Kreisel und verläuft durch Hamburg-Marienthal und Hamburg-Jenfeld zum Autobahnkreuz Hamburg-Ost. Hier überquert die A 24 die Autobahn A 1 Lübeck–Hamburg–Bremen und führt dann weiter Richtung Osten durch den Sachsenwald, trifft an der Anschlussstelle Schwarzenbek/Grande auf die B 404, die – teilweise als A 21 ausgebaut – in Richtung Bad Segeberg und Kiel führt. Wenig östlich von Hornbek überquert die Autobahn den Elbe-Lübeck-Kanal, führt durch den Naturpark Lauenburgische Seen und erreicht zwischen Gudow und Zarrentin am Schaalsee unweit des Schaalsees die schleswig-holsteinische Landesgrenze zu Mecklenburg-Vorpommern.
Hier verläuft die Autobahn durch den Landkreis Ludwigslust-Parchim. Am Autobahnkreuz Schwerin wird die A 14 (vormals: A 241) gekreuzt. Diese führt in nördliche Richtung über Schwerin nach Wismar zur A 20 (Lübeck–Rostock). In südliche Richtung führt sie zurzeit bis Karstädt und wird in den 2020er Jahren bis Magdeburg weitergebaut und soll dann eine Verbindung zur A 2 sowie mit ihrem bestehenden südlichen Teil nach Halle, Leipzig (A 9) und Dresden (A 4) herstellen. Schwerin ist ebenfalls über die Abfahrten Hagenow (B 321) und Wöbbelin (bis 2015 B 106, seit 2016 L 72) zu erreichen. Nahe Suckow wird die Landesgrenze nach Brandenburg überschritten, hier werden auf mehreren Kilometern Ausläufer der Ruhner Berge durchfahren.
In Brandenburg führt die Strecke durch die Landkreise Prignitz, Ostprignitz-Ruppin und Oberhavel. Am Autobahndreieck Wittstock/Dosse wird die Autobahn mit der A 19 aus Richtung Rostock verflochten. Von hier an verläuft die Autobahn auch als Teil der Europastraße 55 weiter bis zum Autobahndreieck Havelland am Berliner Ring.

## Geschichte

### 1930 bis Kriegsende

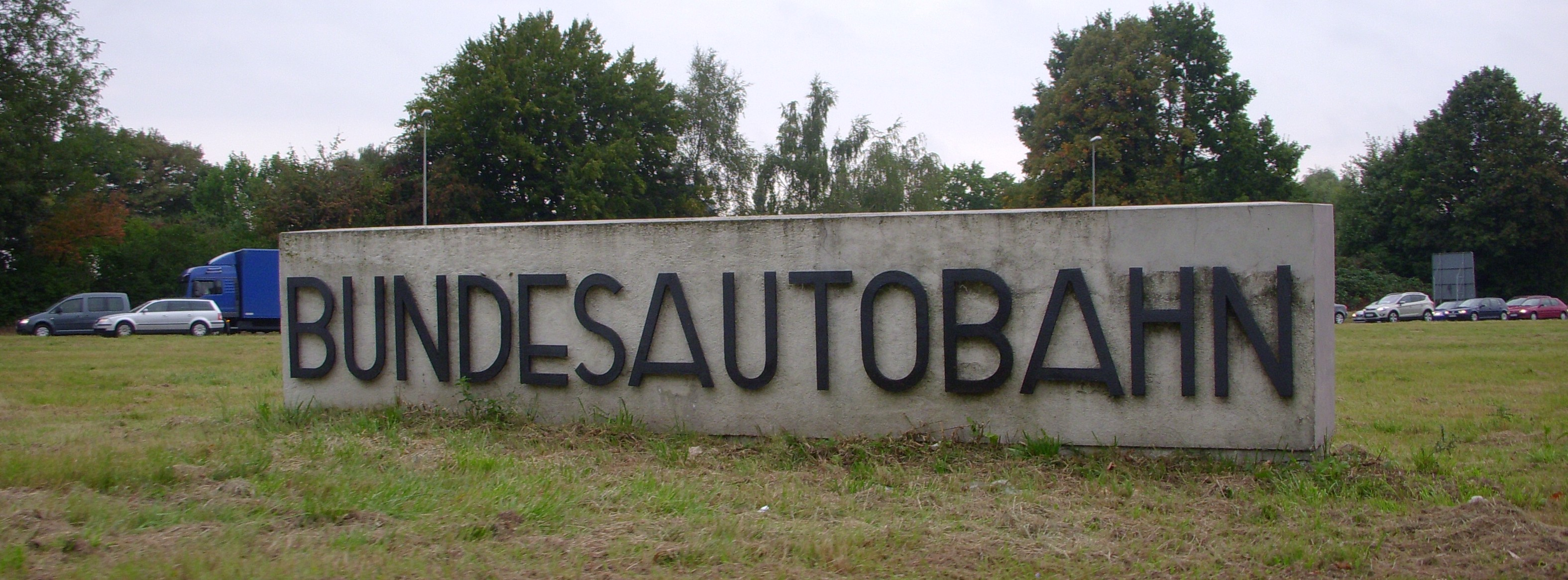
Anfang der A 24 (vor 1974: A 1) in Hamburg-Horn, ursprünglich lautete der Text auf der Mauer: „Reichsautobahn“ (2023 ersatzlos abgerissen)

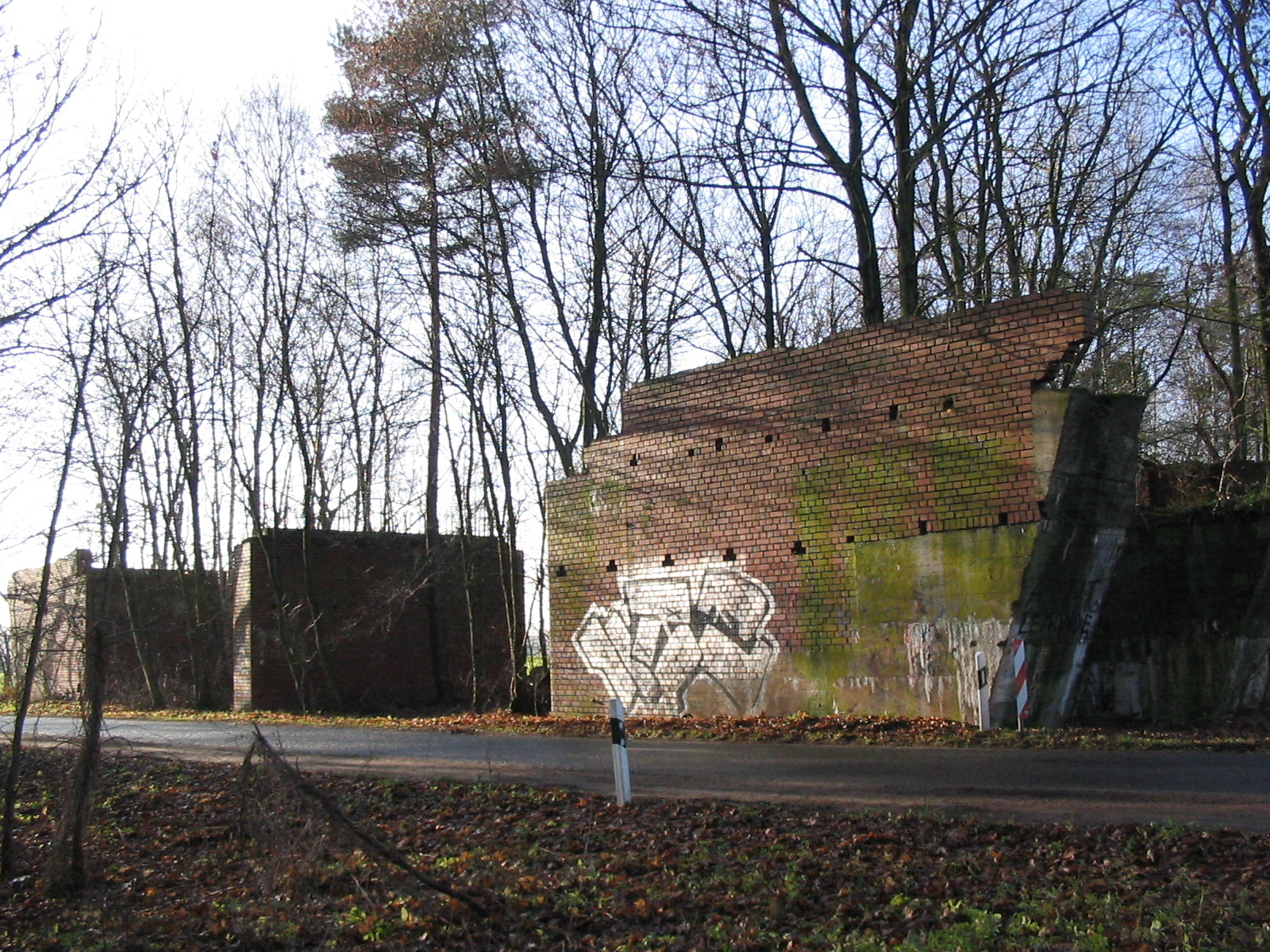
Ungenutzte Autobahnbrücke bei Hagenow aus der ehemaligen Trassenplanung der 1930er Jahre

Der Bau der Reichsautobahn RAB 44 (Hamburg–Berlin) begann schon in den 1930er Jahren. Im Jahre 1937 wurde die Strecke vom Horner Kreisel, dem westlichen Ende der Autobahn, bis zum Kreuz Hamburg Ost (damals „Berliner Abzweig“ genannt) für den Verkehr freigegeben. Die Autobahn führte damals ohne Abfahrmöglichkeit auf die Lübecker Strecke der heutigen A 1. Das Kreuz Hamburg-Ost war damals nur in Fragmenten vorhanden. Erst um 1960 wurde das Ostkreuz teilweise fertiggestellt, um zumindest im Jahre 1961 die „Südliche Umgehung“ Richtung Hannover/Bremen einbinden zu können. Allerdings gab es damals noch nicht die Möglichkeit, aus Richtung Horn auf diese neue Strecke zu wechseln, das wurde erst um 1980 möglich, als entsprechende Verbindungsrampen gebaut wurden. 1976 erfolgte der Bau der Anschlussstelle Hamburg-Jenfeld, die es vorher nicht gab. Die Brücken waren damals auf diesem Streckenabschnitt (wie auch auf der Lübecker Strecke) in Sichtbeton sehr schlicht gehalten. Eine Ausnahme bildete die mittlerweile abgerissene und durch einen Neubau ersetzte Brücke der Rennbahnstraße bei km 0,5: Die Widerlager dieser Brücke waren mit roten Ziegeln verblendet. Von Berlin aus sichtbar, war neben der Durchfahrt an der Wand ein aus gebrannten Fliesen bestehendes Hamburger Wappen angebracht. Am Horner Kreisel gab es bis Januar 2023 in Fahrtrichtung Berlin auf dem Mittelstreifen einen Betonblock mit der Aufschrift „BUNDESAUTOBAHN“ (siehe Bild). Vor dem Krieg lautete die Aufschrift „REICHSAUTOBAHN“. Erst 1963 wurden die Eisenbuchstaben auf Hinweis einer Privatperson komplett entfernt. Ein Zeitzeuge der Autobahnmeisterei berichtete, dass der Stein dann längere Zeit ohne Beschriftung stand. In einem Artikel des Hamburger Abendblattes wird am 9. Dezember 1965 erstmals Bezug auf die neue Beschriftung „BUNDESAUTOBAHN“ genommen.
Ab 1937 wurde an dem vom heutigen Autobahnkreuz Hamburg-Ost in Richtung Berlin führenden Abschnitt gebaut. Der Niederdeutsche Beobachter berichtete am 23. September 1937, dass die Bauarbeiten in den nächsten Tagen beginnen werden, und gab als voraussichtlichen Fertigstellungstermin das Jahr 1940 an. Die Autobahn sollte nach Angaben des Blattes eine Gesamtbreite von 26,5 Meter und Fahrstreifen von je 7,5 Meter Breite haben. Auch war erstmals für Reichsautobahnen ein Grünstreifen für parkende Fahrzeuge vorgesehen. Eine Raststätte sollte nahe Valluhn entstehen. Im Arbeitsamt Schwerin rechnete man im Februar 1938 damit, dass der Bedarf an Arbeitskräften nach dem Winter, in dem der Bau ruhte, in der Region nicht zu decken sei, und erwog die Anwerbung von Arbeitern aus Westdeutschland und Schlesien. In Mecklenburg, wo die Arbeiten im Februar begannen, wurden Aufträge für die Fertigung von Teilabschnitten mit Längen von sechs bis zehn Kilometern an private Unternehmen vergeben. In Wittenburg und Ludwigslust ansässige Bauleitungen unterstanden der Obersten Bauleitung in Hamburg-Altona. Bei Grabungen unter Einbeziehung von Robert Beltz wurde bei Kogel ein Gräberfeld aus der Bronzezeit entdeckt, was auch die Aufmerksamkeit des Gauleiters Friedrich Hildebrandt, der sich für die germanische Frühbesiedlung interessierte, erregte. Eine Delegation unter Staatsminister Scharf ließ sich die Fundstelle am 18. Juni 1938 erklären. Daraufhin sollte diese unter Schutz gestellt und in ihrer Nachbarschaft ein Rastplatz errichtet werden. Durch die Ausgrabungen verzögerten sich die Arbeiten am Autobahnabschnitt um etwa zehn Wochen.
Zwischen Hamburg und dem Sachsenwald sowie im Raum Hagenow entstanden zahlreiche Brücken, auch waren die Fahrbahnen schon planiert und die Randstreifen teilweise verlegt. Im Februar 1939 meldete die Bauabteilung Ludwigslust, dass sie dem Zeitplan hinterher hinke. Durch den Kriegsbeginn verzögerte sich der Bau durch den Abzug von Kräften, beispielsweise für den Kriegsdienst oder den Autobahnbau in der Ostmark, weiter. Nachdem Anfang 1939 die Wittenburger Bauabteilung aufgelöst worden war, kamen die Arbeiten an der Autobahn nach Schließung der Pritzwalker Abteilung fast vollständig zum Erliegen. Noch am 1. Februar 1940 gab es Planungen zur Festlegung des Kreuzungsbereichs der Strecken Hamburg – Berlin und einer Nord-Süd-Verbindung, zu deren Ausführung es jedoch nicht mehr kam. Im April 1940 dienten die Rodungen zumindest noch dem Zweck, aus den verbliebenen Baumstümpfen Heizmaterial zu gewinnen, nachdem der Ludwigsluster Landrat dies aufgrund der Knappheit an Feuerungsmaterial bei der verbliebenen Ludwigsluster Bauabteilung beantragt hatte. Als wenig später der Hagenower Landrat einen ähnlichen Antrag stellte, sah sich die Bauabteilung aufgrund des Arbeitskräftemangels dazu nicht mehr in der Lage. Ob Kriegsgefangene diese Aufgabe erledigten, ist nicht überliefert. Der Autobahnbau wurde 1941 offiziell unterbrochen.
Der in den Kriegsjahren schon existierende, aber noch nicht in Betrieb genommene Tunnel im Autobahnkreuz Hamburg-Ost diente als vor Bombenangriffen sicheres Ausweichquartier für die Herstellung von Flugzeugteilen. Zu diesem Zweck wurden die Einfahrten zugemauert sowie der Innenraum in drei Räume unterteilt. Später nutzten britische Pioniere das Bauwerk.
Bei Hagenow ist heute noch auf Satellitenfotos der Verlauf der ursprünglich geplanten Trasse, z. B. anhand von Baumreihen zu erkennen. An der Kreisstraße zwischen Viez und Bakendorf sind Reste einer Autobahnbrücke ohne Funktion aus jener Zeit zu sehen.
Am Kilometer 14,0 befand sich noch bis Dezember 2014 eine aus zwei Segmentbögen bestehende Brücke aus der Zeit vor dem Krieg über die A 24. Sie verband die Ortschaften Büchsenschinken und Kronshorst, und war mit Ziegeln verblendet. Eine weitere Brücke in ähnlicher Bauart befand sich bis April 2016 bei Kilometer 9,5. Sie war die letzte noch verbliebene Brücke aus Reichsautobahn-Zeiten auf der A 24. Im Unterschied zur Erstgenannten verfügte diese über nur einen Segmentbogen über beide Fahrbahnen. Bei Kilometer 48,7 waren die südlichen und nördlichen Widerlager sowie der Mittelpfeiler einer ehemaligen Brücke erhalten. Diese Brücke wies die Besonderheit auf, dass sie über einen auf der nördlichen Seite befindlichen eigenen Durchlass für einen Feldweg verfügte. Sie wurde mittlerweile durch einen Neubau ersetzt.

### 1950 bis 1989

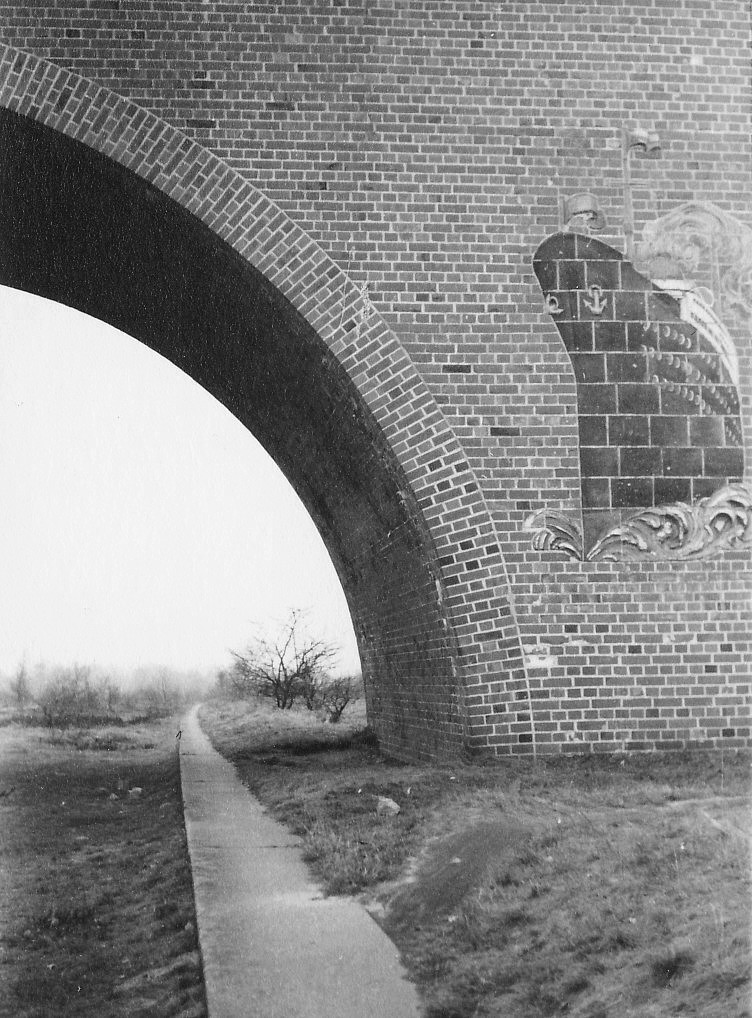
Brücke und unfertige Trasse bei Hamburg (1960)

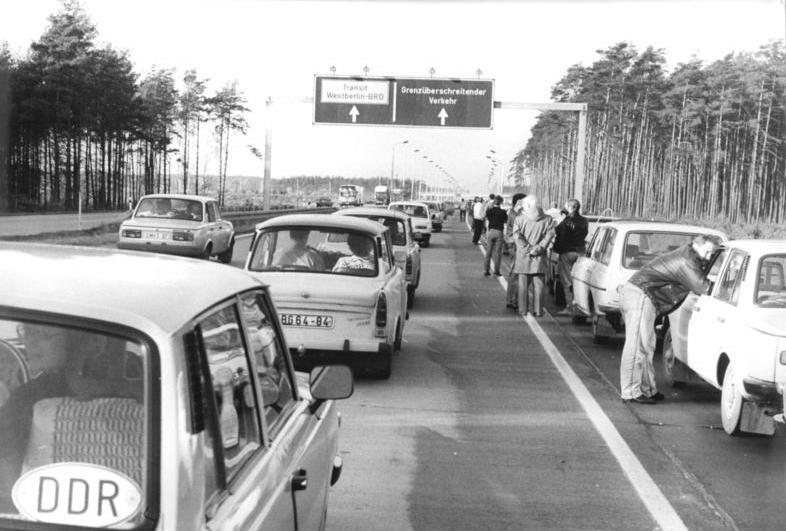
Die Grenzübergangsstelle vor Zarrentin (12. November 1989)

Nach dem Zweiten Weltkrieg verhinderte die Teilung Deutschlands den Weiterbau. Erst 1978 übergab man das Autobahnkreuz Hamburg-Ost mit dem Tunnel Barsbüttel sowie eine Teilstrecke dem Verkehr. Sie reichte bis zu einer Hilfsabfahrt in Höhe Stemwarde/Neuschönningstedt. Die heutige Abfahrt Reinbek gab es seinerzeit noch nicht. Im gleichen Jahr vereinbarten die Bundesrepublik Deutschland und die Deutsche Demokratische Republik endgültig den Bau der Autobahn für den Transitverkehr durch die DDR.
Bevor es die Autobahn gab, verlief der Transitverkehr zwischen Hamburg und Berlin auf gesamter Länge auf der Fernverkehrsstraße 5 mit ihren zahlreichen teilweise engen Ortsdurchfahrten und Bahnübergängen, was immer wieder zu Behinderungen und Unfällen führte und natürlich auch dem Ministerium für Staatssicherheit wegen der möglichen Kontakte zwischen DDR- und Bundesbürgern in den durchfahrenen Ortschaften ein Dorn im Auge war. Eine Fahrt vom Hamburger Stadtzentrum bis in die Zoo-Gegend von Berlin (West) dauerte vor Eröffnung der Autobahn ca. fünf Stunden, was natürlich auch an den Grenzkontrollen an der Grenze in Horst und Staaken lag. Außerdem war das Tempolimit auf Landstraßen in der DDR auf 80 km/h begrenzt, was von der DDR ausgiebig kontrolliert wurde. Aus all diesen Gründen war die Bundesrepublik sehr daran interessiert, eine leistungsfähige Straßenverbindung durch die DDR zu schaffen. Die DDR wiederum war zwar auch an einer solchen Straße interessiert, allein schon um die Störungen durch den Transitverkehr zu minimieren, war aber unter keinen Umständen bereit und auch nicht in der Lage, die Kosten dafür zu übernehmen.
Auf ostdeutscher Seite wurde im Januar 1970 mit dem Bau der Autobahn von Berlin nach Rostock im Sinne der heutigen A 10 (Nordsegment), A 24 und A 19 begonnen. Sie sollte an der (damaligen) Anschlussstelle Berlin-Weißensee beginnen: Dort, nahe dem heutigen Autobahndreieck Barnim, endete der Berliner Ring seit 1936, denn er war damals noch nicht geschlossen. Anlass zum Bau war nicht die Nutzung durch den Transitverkehr zwischen der Bundesrepublik und Berlin (West), sondern die Anbindung der Bezirkshauptstadt Rostock mit dem bedeutenden Ostseehafen an das Autobahnnetz der DDR, das damals am Berliner Ring endete. Bereits seit Ende der 1950er Jahre gab es ernstgemeinte Pläne zum Bau dieser Autobahn, die allerdings immer wieder aufgeschoben wurden: Im September 1959 verkündete Walter Ulbricht auf einer Volkskammersitzung den Bau der 270 Kilometer langen Autobahn ab 1963 als „Bau der Jugend“. Der erste Abschnitt mit Bezug zur heutigen A 24 ging am 12. Oktober 1972 in Betrieb und reichte von der Anschlussstelle Birkenwerder (heute auf dem Nordsegment der A 10 gelegen) bis zu einer provisorischen Hilfsabfahrt bei Linum. Diese Abfahrt befand sich unmittelbar östlich der heutigen Rastanlage Linumer Bruch. Das heutige Dreieck Havelland gab es damals noch nicht, somit auch keinen definierten Übergangspunkt der heutigen A 24 auf die A 10. Am 6. Oktober 1974 wurde diese Autobahn von Linum aus bis zur Abfahrt Neuruppin unter Verkehr genommen, wobei die provisorische Abfahrt Linum zeitgleich geschlossen wurde. Es folgte am 6. Oktober 1976 die Strecke bis zur Abfahrt Herzsprung, allerdings noch ohne die Rastanlage Walsleben. Am 22. Dezember 1976 folgte die Weiterführung bis zur Abfahrt Wittstock, gelegen auf der heutigen A 19. Den „Wittstocker Abzweig“, so nannte sich das Autobahndreieck Wittstock/Dosse zu DDR-Zeiten, gab es ebenfalls noch nicht. Am 27. Oktober 1979 wurde der so genannte „Südverbinder“ unter Verkehr genommen, das ist das westliche Segment des Berliner Ringes Richtung Potsdam, womit auch der „Rostocker Abzweig“ unter Verkehr kam, nämlich das heutige Dreieck Havelland: Hiermit ist das heutige Ende der A 24 auf Berliner Seite definiert, denn die A 24 geht an diesem Dreieck in das Nordsegment der A 10 über. „Südverbinder“, dieser Begriff wurde bewusst gewählt, da mit dieser Strecke die Rostocker Autobahn mit dem Süden (der DDR) verbunden wurde. Naheliegend wäre auch Westteil des Berliner Ringes, etwa „Westring“ gewesen, doch dieser Begriff war politisch in der DDR unerwünscht.
Im April 1980 ging die Rastanlage Walsleben-West (Fahrtrichtung Berlin) in Betrieb, die gegenläufige Anlage Richtung Rostock folgte im Januar 1981.
Zu diesem Zeitpunkt, 1981, war die Richtung Hamburg führende Strecke Wittstock-Zarrentin längst im Bau. Voraus ging die Diskussion, ob die Hamburg-Berlin-Autobahn nicht durch das Wendland, die Altmark und das Westhavelland geführt werden und bei Wustermark in den Berliner Ring führen sollte, was die DDR aber ablehnte. Immerhin hätte man sich die Durchquerung des Sachsenwaldes erspart, die sehr umstritten war. Wäre es zum Bau dieser Strecke gekommen, wären die beiden größten Städte Deutschlands heute durch die A 25 verbunden, eine prominente Streckennummer, die man eigens 1975 bei Einführung der heutigen Autobahnbezeichnungen für diese bedeutende Linie wählte. Doch es kam 1978 anders: Die DDR und die Bundesrepublik einigten sich auf die Trasse der heutigen A 24 und zwar mit einer Fertigstellung „innerhalb von vier Jahren“, so wurde es von der Bundesrepublik gewünscht: Der Bund als Nutznießer der Autobahnanbindung Berlins an Norddeutschland zahlte pauschal 1,2 Mrd. DM (nach heutigem Wert: rund 1,73 Mrd. €) an die DDR, die wiederum eigene Bauunternehmen beauftragte, diese Strecke von der Rostocker Autobahn nahe Wittstock bis zur Innerdeutschen Grenze bei Zarrentin zu bauen.
Die vor dem Krieg fertiggestellten Brücken wurden größtenteils wieder abgebrochen und durch Neubauten ersetzt. Wegen eines in der Zwischenzeit entstandenen Schießplatzes der sowjetischen Truppen weicht die heutige Trasse bei Hagenow von der ursprünglichen Planung ab. Entlang der Autobahn entstanden durch Kiesförderung für den Bau einige Baggerseen, unter anderem nahe Kraak und Neu Zachun.
Die Autobahn wurde mit Verkehrsfreigabe zwischen dem heutigen Dreieck Wittstock und der Abfahrt Putlitz am 30. Juni 1981 zu einer Transitautobahn: Der Transitverkehr, der zuvor über die Fernverkehrsstraße 5 (heute B 5) lief, wurde zwischen der Abfahrt Nauen (heute Berlin-Spandau auf der A 10) und der Abfahrt Putlitz über die Autobahn geführt. Über Landstraßen ging es dann nach Karstädt und weiter nach Boizenburg zum alten Übergang Lauenburg/Horst. Ab 30. Juni 1982 war die heutige A 24 bis zur Abfahrt Neustadt-Glewe befahrbar. Gleichzeitig wurde die Rastanlage Stolpe/Mecklenburg eröffnet. Zugleich wurde der Transitverkehr bis dorthin über die neue Strecke geführt, und dann weiter nach Ludwigslust zur F 5. Am 20. November 1982 wurde die Reststrecke zwischen Neustadt-Glewe und der Grenze sowie auf bundesdeutscher Seite die Strecke (Hamburg-)Neuschönningstedt – Gudow frei gegeben. Mit der gleichzeitigen Verkehrsfreigabe des neuen Grenzübergangs Gudow/Zarrentin wurde der Transitverkehr komplett auf die Autobahn verlegt. Nur zwischen der Abfahrt Nauen und dem Grenzübergang Staaken/Heerstraße ging es noch einige Jahre über die alte Landstraße, ehe am 22. Dezember 1987 der neue Grenzübergang Heiligensee/Stolpe eröffnet wurde. Von diesem Tag an wurde der Straßen-Transitverkehr zwischen Berlin (West) und der Bundesrepublik ausschließlich über Autobahnen geführt.
Die gesamte Autobahn, also vom Hamburger Ostkreuz bis zum Dreieck Havelland, wurde sowohl von der Bundesrepublik, wie auch von der DDR als 2x2-streifige Autobahn aus Beton ausgeführt und erhielt durchgehend Standstreifen. Erst nach der politischen Wende 1989 wurden erste Abschnitte zunächst überasphaltiert. Heute ist von dieser ersten Generation der Autobahn kein Meter mehr übrig.
Nahe der Abfahrt Putlitz gibt es beidseitig einen Parkplatz, der damals nur von Reisebussen im Transit benutzt werden durfte: Auf der Südseite (erreichbar von der Nordseite mittels einer Fußgängerbrücke) gab es ein Rasthaus mit angeschlossenem Intershop. Für Bedienstete entstanden neben dem Rasthaus zwei Flachdach-Wohnhäuser, die noch heute existieren. Das Rasthaus hingegen wurde zwischenzeitlich abgerissen.
Zwei Besonderheiten gab es zu DDR-Zeiten zwischen den Abfahrten Herzsprung und Neuruppin: Zum einen befindet sich dort noch heute die Rastanlage Walsleben. Sie verfügte schon damals über je Fahrtrichtung erreichbare Tankstellen und zusätzlich über recht schlicht gehaltene Restaurantgebäude: auf der Südseite (Richtung Berlin) gab es neben einem Toilettengebäude ein Rasthaus, das auch von DDR-Bürgern frequentiert wurde. Hier konnten also DDR-Bürger und Transitreisende Tisch an Tisch sitzen, was den Sicherheitsorganen der DDR sicher nicht immer Recht war. Auf der anderen Seite (Richtung Rostock/Hamburg) befand sich anstatt des Restaurants ein recht großzügiger „Transit-Intershop“. Die Besonderheit der an den Autobahnen befindlichen Transitshops bestand darin, dass das Preisniveau der gegen Westgeld angebotenen Waren deutlich unter dem Preisniveau der normalen Intershops lag, wie es sie in den Städten in Hotels oder Bahnhöfen gab. Die Anlagen beiderseits der Autobahn waren seinerzeit durch eine Fußgängerbrücke verbunden, die längst abgerissen wurde. Eine weitere Besonderheit gab es wenige Kilometer nördlich dieser Rastanlage: Dort ist der Autobahnabschnitt völlig gerade und brückenfrei. Damals war er durchgehend betoniert ohne Mittelstreifen. Leitplanken gab es (wie grundsätzlich auf DDR-Autobahnen) nicht. Was diesen Bereich zusätzlich auffällig machte, waren die großen Parkplätze, die stets gesperrt waren und die überdimensionierten Zebrastreifen über die gesamte Autobahnbreite: Dies war einer der (auch in Westdeutschland gar nicht so seltenen) Behelfsflugplätze. Selten allerdings war, dass diese besondere Einrichtung so offensichtlich war, zumal sich damals rechts und links der Autobahn militärische Sperrgebiete befanden.
Wittenburg war aus Richtung Berlin die letzte öffentliche Abfahrt auf DDR-Seite. Schilderbrücken wiesen Fahrer von „DDR-Kfz“ unmissverständlich darauf hin, dass sie hier die Autobahn zu verlassen haben. Nur der „Grenzüberschreitende Verkehr“ und Fahrer im „Transit–BRD“ durften weiterfahren. Die Abfahrt Zarrentin gab es damals noch nicht, da sie im Grenzgebiet gelegen hätte.
Exakt bei der heutigen Abfahrt Zarrentin gab es einen Kontrollposten, den man als Transitreisender mit 20 km/h durchfahren durfte. Alle anderen Verkehrsteilnehmer hatten zu halten und sich auszuweisen, bevor sie zum eigentlichen Grenzübergang Gudow/Zarrentin weiterfahren durften. Hier begann das Grenzgebiet der DDR im Sinne der 5-km-Sperrzone. Nach zwei Kilometern passierte man einen (heute gesperrten) Parkplatz. Dort gab es (mittels Fußgängerbrücke erreichbar) auf der Südseite ein Rasthaus mit Gaststätte, Intershop und einer Filiale der Staatsbank der DDR. Einreisende in die DDR hatten hier die Möglichkeit, im Rahmen des Zwangsumtausches, Westgeld in Mark der DDR zu wechseln.
Der Grenzübergang selbst lag südlich der Autobahn auf dem Gelände des heutigen Gewerbeparks Valluhn/Gallin. Die durchgehende Autobahn war dem Lkw-Verkehr vorbehalten. PKW- oder Busfahrer mussten über Abfahrten und Brücken die Autobahn verlassen bzw. überqueren, um das Gelände der Kontrollstelle zu erreichen. Im Vergleich zu den anderen DDR-Grenzübergängen machte dieser Grenzübergang einen sehr großzügigen Eindruck. Innerhalb der Kontrollstelle gab es gesonderte Spuren für grenzüberschreitenden Verkehr, für den Transitverkehr und für Busse. Damit es keine Missverständnisse gab, wurde man bereits an der Zufahrt zur Anlage angehalten und auf die zu benutzende Fahrspur hingewiesen. Nach Verlassen der Kontrollstelle hatte man noch ein etwa 1,5 km langes Stück auf DDR-Gebiet zurückzulegen.
Die Reste der Abfertigungsanlagen wurden um 1993 abgerissen.
Auf bundesdeutscher Seite befand sich unmittelbar an der Grenze die Raststätte Gudow. Auf beiden Seiten gab es damals schon Rasthäuser mit Restaurantbetrieben. Vor allem das auf der Nordseite gelegene Rasthaus fiel durch seine räumliche Großzügigkeit auf und bildete damit damals einen sehr deutlichen Kontrast zu den Rastanlagen in der DDR. Die Zollabfertigunganlagen befanden sich für PKW auf der Autobahn, für LKW hingegen auf den Rastanlagen. Auf der Nordseite gab es darüber hinaus ein größeres Verwaltungsgebäude vom Bundeszoll. Bis um 1990 gab es die Möglichkeit, mit Hilfe einer Brücke über die Autobahn hinweg legal die Fahrtrichtung zu wechseln. Hierzu wurden Straßen angelegt, die entsprechend ausgeschildert waren. Zwar gibt es die Straßen noch heute, nur dass sie nicht mehr explizit zur Autobahn der Gegenrichtung verweisen, sondern zum Motel Gudow, das sich im alten Bundeszollgebäude auf der Nordseite befindet. Auf deutschen Autobahnen sehr selten sind die dort verlegten Wildsperren: Anstatt eines Straßenbelags sind hier auf wenige Meter Eisenbahnschienen quer verlegt, die es dem Wild unmöglich machen, auf das Gelände der Autobahn zu gelangen, von Autos aber ohne Probleme befahren werden können. Vor allem der Bundesgrenzschutz nutzte im Rahmen seiner Patrouillenfahrten diese Fahrtmöglichkeit. Für Besucher gab es nahe der Brücke einen kleinen Parkplatz, von dem man direkt an die Grenzlinie gehen konnte. Dort waren, wie so oft an der innerdeutschen Grenze, Informationstafeln über den Aufbau der Grenzanlagen aufgestellt.

### Kilometrierung
Heute beginnt die Kilometrierung der A 24 am Horner Kreisel in Hamburg mit 0,0 und endet mit 236,9 am Dreieck Havelland. Zu Zeiten der Deutschen Teilung sah dies anders aus. Zwar war dies auf bundesdeutscher Seite genauso, nur dass am Grenzübergang Gudow mit 51,6 Schluss war. Auf DDR-Seite begann die Kilometrierung mit 0,0 am Abzweig Rostock (heute: Dreieck Havelland) und lief nach Rostock hoch, somit also in die Gegenrichtung und weiter im Sinne der heutigen A 19. Am „Wittstocker Abzweig“ (heute: Dreieck Wittstock) begann die Kilometrierung abermals bei 0,0 und lief hinauf zum innerdeutschen Grenzübergang, wo sie mit ca. 122 endete. Die blauen Entfernungstafeln nannten nie die Entfernungsangaben nach Hamburg oder gar „Westberlin“, sondern immer nur Rostock und Wittstock bzw. im weiteren Verlauf Schwerin und Wittenburg. In Gegenrichtung waren dies Schwerin, Potsdam und natürlich Berlin, Hauptstadt der DDR. Richtung Berlin konnte man als Bundesbürger den Richtwert Berlin, Hauptstadt der DDR nehmen und 10 Kilometer abziehen, dann hatte man in etwa die Entfernung bis zur Zoo-Gegend. Unter den Entfernungsangaben fand sich in grüner Schrift auf gelbem Grund stets der Hinweis „Transit-BRD“ bzw. „Transit-Westberlin“ ohne jeden Kilometerhinweis. Ab etwa 1988 wurde der Text in Fahrtrichtung Westdeutschland in „Transit-BRD (Hamburg)“ abgeändert.

### 1990 bis heute
Um dem gestiegenen Verkehrsaufkommen Rechnung zu tragen, wurde seit 2001 am Autobahnkreuz Hamburg-Ost umfangreich gearbeitet. Die Sanierung des Tunnels sowie die Fahrbahnerneuerung zwischen Reinbek und dem Kreuz mit der A 1 machten bis Anfang November 2006 eine über dreimonatige Vollsperrung der Fahrtrichtung Hamburg nötig. Die Arbeiten am 27 Millionen Euro teuren Großprojekt wurden im November 2007 abgeschlossen.
Zwischen der Anschlussstelle Reinbek und der Landesgrenze zwischen Schleswig-Holstein und Mecklenburg-Vorpommern befand sich der einzige nicht sanierte Abschnitt der A 24. Er war überwiegend in Beton ausgeführt, wobei die schadhaften Stellen punktuell ausgebessert wurden. Die Sanierungsarbeiten wurden Ende 2015 abgeschlossen.
Unmittelbar nach der Grenzöffnung wurde bei Zarrentin eine Behelfsabfahrt für den öffentlichen Verkehr freigegeben. Sie diente zuvor nur den Grenztruppen und sonstigen Berechtigten als Zufahrt zur Autobahn. In späteren Jahren wurde die ursprünglich sehr enge Abfahrt komplett umgebaut.
Am 1. Januar 2003 wurde für den stark befahrenen, staugefährdeten und überdurchschnittlich unfallträchtigen Abschnitt zwischen dem Dreieck Wittstock/Dosse und dem AD Havelland ein Tempolimit von 130 km/h festgelegt. Nach der Einführung gingen die Unfallzahlen, insbesondere der tödlich verunglückten Verkehrsteilnehmer, stark zurück. Nach dem Ausbau des Abschnitts wurde das Tempolimit im März 2023 jedoch mit dem Verweis auf geringe Unfallzahlen wieder abgeschafft.
Zur Anbindung des größten nach der Wende entstandenen Gewerbeparks Mecklenburg-Vorpommerns (Valluhn/Gallin), in dem sich unter anderem viele Logistikfirmen niedergelassen haben, wurde bis zum Februar 2008 bzw. September 2013 die nur aus und in Richtung Hamburg nutzbare Teilanschlussstelle Gallin eingerichtet.
Fast 32 Jahre nach der Eröffnung der Autobahn wurde nach dreimonatiger Bauzeit Ende Oktober 2014 die bisherige nicht öffentliche Auffahrt bei Gudow als Anschlussstelle 8b Gudow eröffnet. Die Anschlussstelle ist nun in alle Richtungen nutzbar.▼

### Liste der Verkehrsfreigaben
| Abschnitt                         | Jahr | km       | Bemerkungen |
| --------------------------------- | ---- | -------- | ----------- |
| Horner Kreisel – AK Hamburg-Ost   | 1937 | 6,2 km   |             |
| AK Hamburg-Ost – AS Reinbek       | 1978 | 4,6 km   |             |
| AS Reinbek – AS Putlitz           | 1982 | 131,9 km |             |
| AS Putlitz – AD Wittstock/Dosse   | 1981 | 30,5 km  |             |
| AD Wittstock/Dosse – AS Neuruppin | 1976 | 32,4 km  |             |
| AS Neuruppin – AS Fehrbellin      | 1974 | 12,3 km  |             |
| AS Fehrbellin – AD Havelland      | 1972 | 19,0 km  |             |

## Ausbau

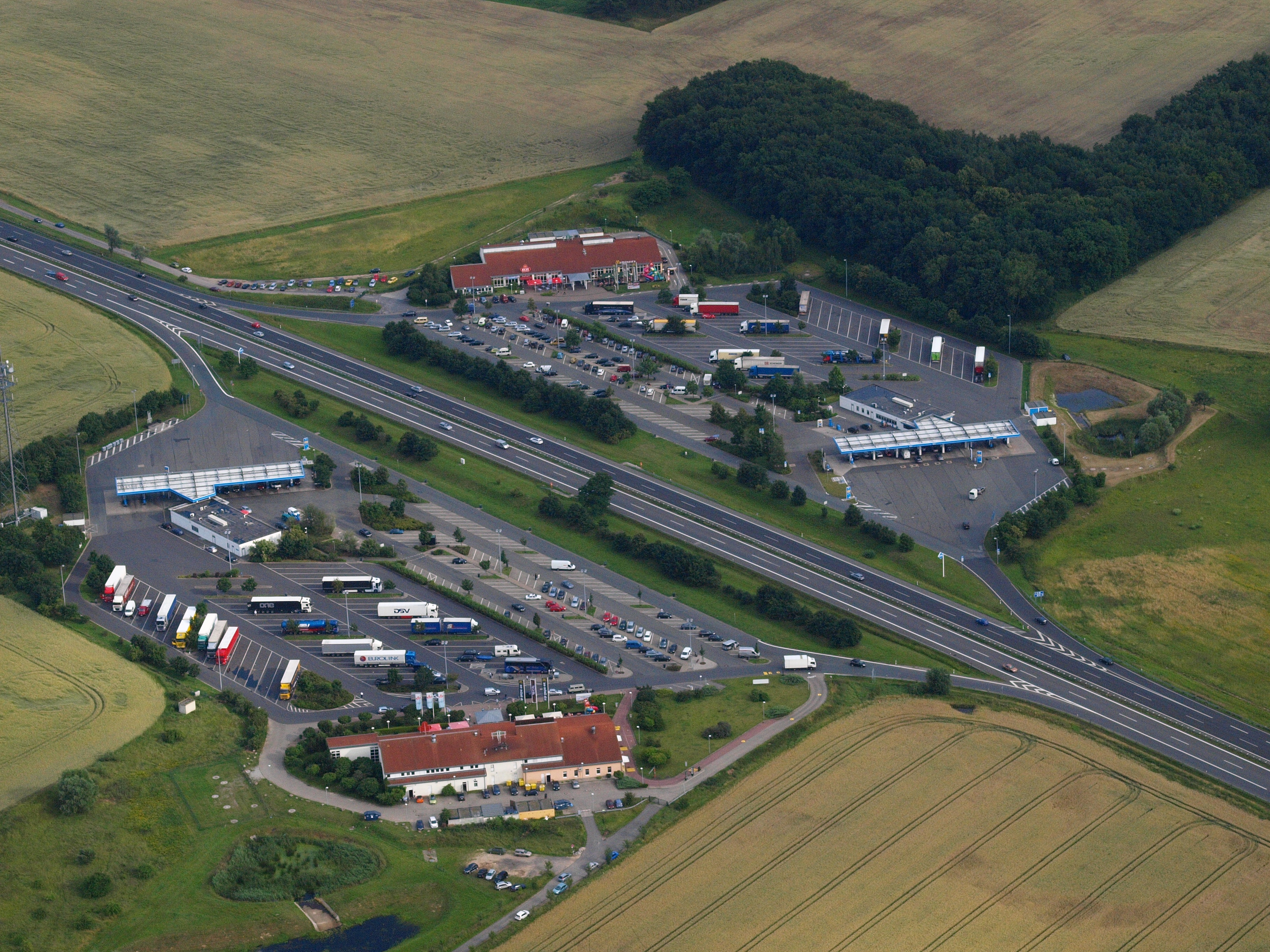
Raststätte Linumer Bruch

Im Juli 2011 wurde der Planfeststellungsbeschluss für den sechsstreifigen Ausbau von der Anschlussstelle Neuruppin (A 24) bis zur Anschlussstelle Oberkrämer (A 10) einschließlich des Umbaus des Dreiecks Havelland veröffentlicht.
Die tatsächliche Erneuerung in diesem Abschnitt erfolgte jedoch wieder vierstreifig. Dabei ist lediglich die Möglichkeit zur Nutzung des verbreiterten Standstreifens geschaffen worden, auch das nur für den Teilabschnitt zwischen den Anschlussstellen Fehrbellin und dem Dreieck Havelland.
Nahe Fehrbellin und Herzsprung (Heiligengrabe) wurden Rüttelstreifen getestet, die den Fahrer bei gefährlichen Schlenkern auf die drohende Gefahr aufmerksam machen sollen. Nach dem Ausbau waren diese nicht mehr vorgesehen.
Im Zuge des Lückenschlusses der A 14 zwischen Schwerin und Magdeburg wurde das Autobahndreieck Schwerin zum Autobahnkreuz umgebaut. Die Freigabe erfolgte am 26. Juni 2015. Da eine A 14-Anschlussstelle den Namen Ludwigslust erhielt, wurde im April 2013 die A 24-Anschlussstelle Ludwigslust in Wöbbelin umbenannt.